# Salvatore Santeramo
Salvatore Santeramo (Barletta, 1º maggio 1880 – Barletta, 11 settembre 1969) è stato un presbitero italiano, canonico e storico di Barletta.

## Biografia
Nato a Barletta, fu ordinato sacerdote nel 1903 e si laureò in teologia l'anno successivo.
Già cappellano della chiesa di San Ruggero, dal 1905 al 1907 fu direttore della chiesa dello Spirito Santo. Dal 1907 fino alla morte fu Rettore di Sant'Andrea e direttore della Confraternita di S. Francesco da Paola e del Terz'Ordine dei Minimi. Nel 1910 divenne Canonico del Capitolo di S. Maria Maggiore (la Cattedrale di Barletta) e quindi Archivista.
Nel 1927 divenne Ispettore bibliografico onorario, dal 1928 Presidente della Commissione interdiocesana di arte sacra, Presidente della Commissione di Vigilanza della biblioteca comunale dal 1938.
Autore di centinaia di articoli e pubblicazioni, è noto in modo particolare per aver curato la colossale opera del "Codice Diplomatico Barlettano", che raccoglie le pergamene dell'Archivio della Cattedrale di Barletta, della chiese di San Giacomo, S. Lucia e Santo Sepolcro, nonché i documenti notarili che riguardano Barletta (le pergamene in questione vanno dal 1062 al 1841).
Mons. Santeramo, distintosi per il rigore metodologico e storiografico, è ricordato per aver posto le basi agli studi di storia locale, con particolare attenzione all'archivistica e alla storia dell'arte. Grande impegno fu da lui investito per la rivalutazione storica della Disfida di Barletta.
Morì a Barletta l'11 settembre 1969.